# Eosentomon dian
Eosentomon dian är en urinsektsart som beskrevs av Yin, Xie och Imadaté 1995. Eosentomon dian ingår i släktet Eosentomon och familjen trakétrevfotingar. Inga underarter finns listade i Catalogue of Life.